# Nothochrysa
Nothochrysa är ett släkte av insekter som beskrevs av Mclachlan 1868. Nothochrysa ingår i familjen guldögonsländor.
Kladogram enligt Catalogue of Life och Dyntaxa:
| Nothochrysa | \| \| Nothochrysa californica \| \| \| \| \| \| Nothochrysa capitata \| \| \| \| \| \| Nothochrysa fulviceps \| \| \| \| \| \| Nothochrysa indigena \| \| \| \| \| \| Nothochrysa polemia \| \| \| \| \| \| Nothochrysa sinica \| \| \| \| |
|             | \| \| Nothochrysa californica \| \| \| \| \| \| Nothochrysa capitata \| \| \| \| \| \| Nothochrysa fulviceps \| \| \| \| \| \| Nothochrysa indigena \| \| \| \| \| \| Nothochrysa polemia \| \| \| \| \| \| Nothochrysa sinica \| \| \| \| |
|             | Nothochrysa californica |
|             | |
|             | Nothochrysa capitata |
|             | |
|             | Nothochrysa fulviceps |
|             | |
|             | Nothochrysa indigena |
|             | |
|             | Nothochrysa polemia |
|             | |
|             | Nothochrysa sinica |
|             | |

## Bildgalleri

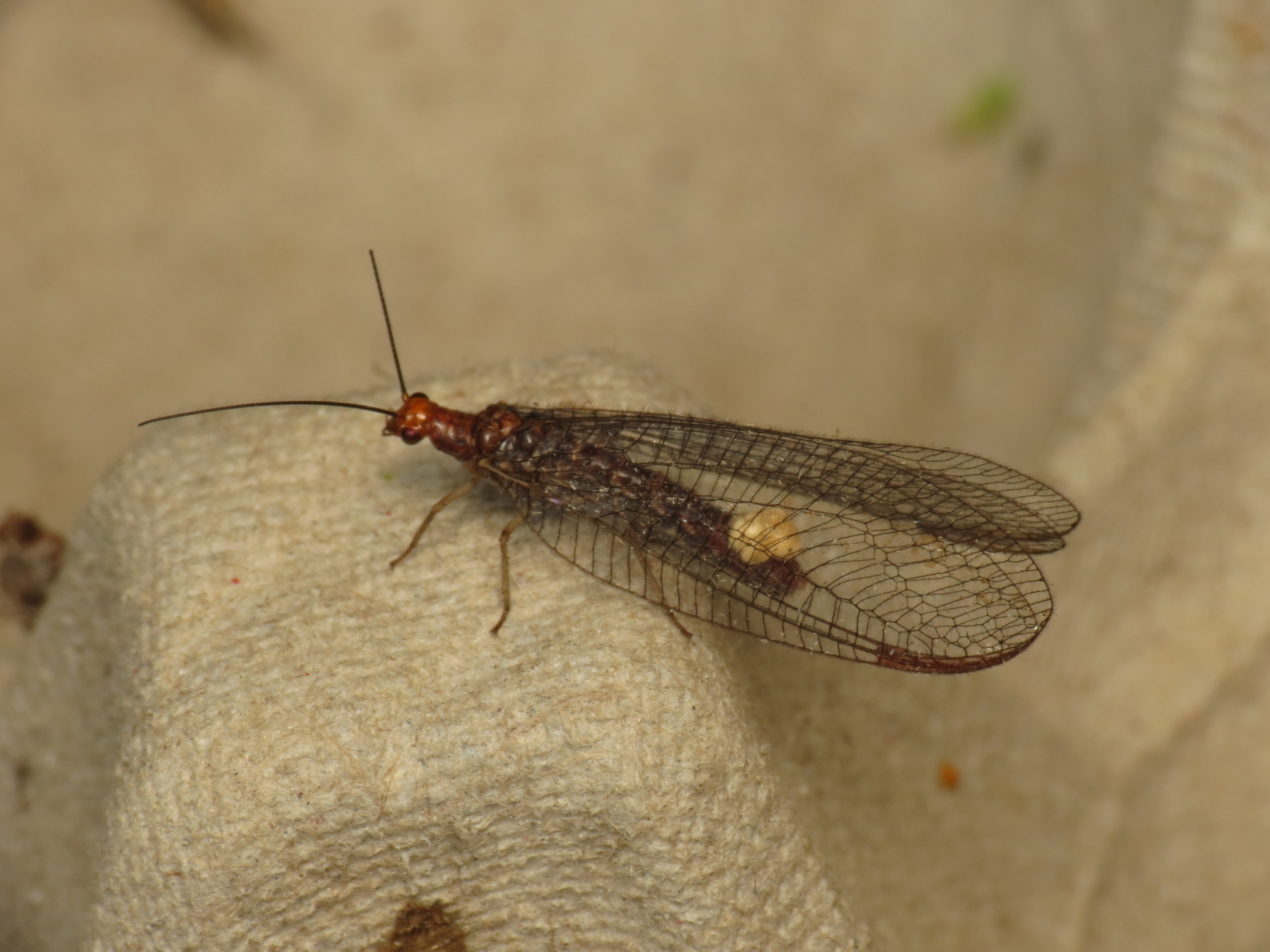
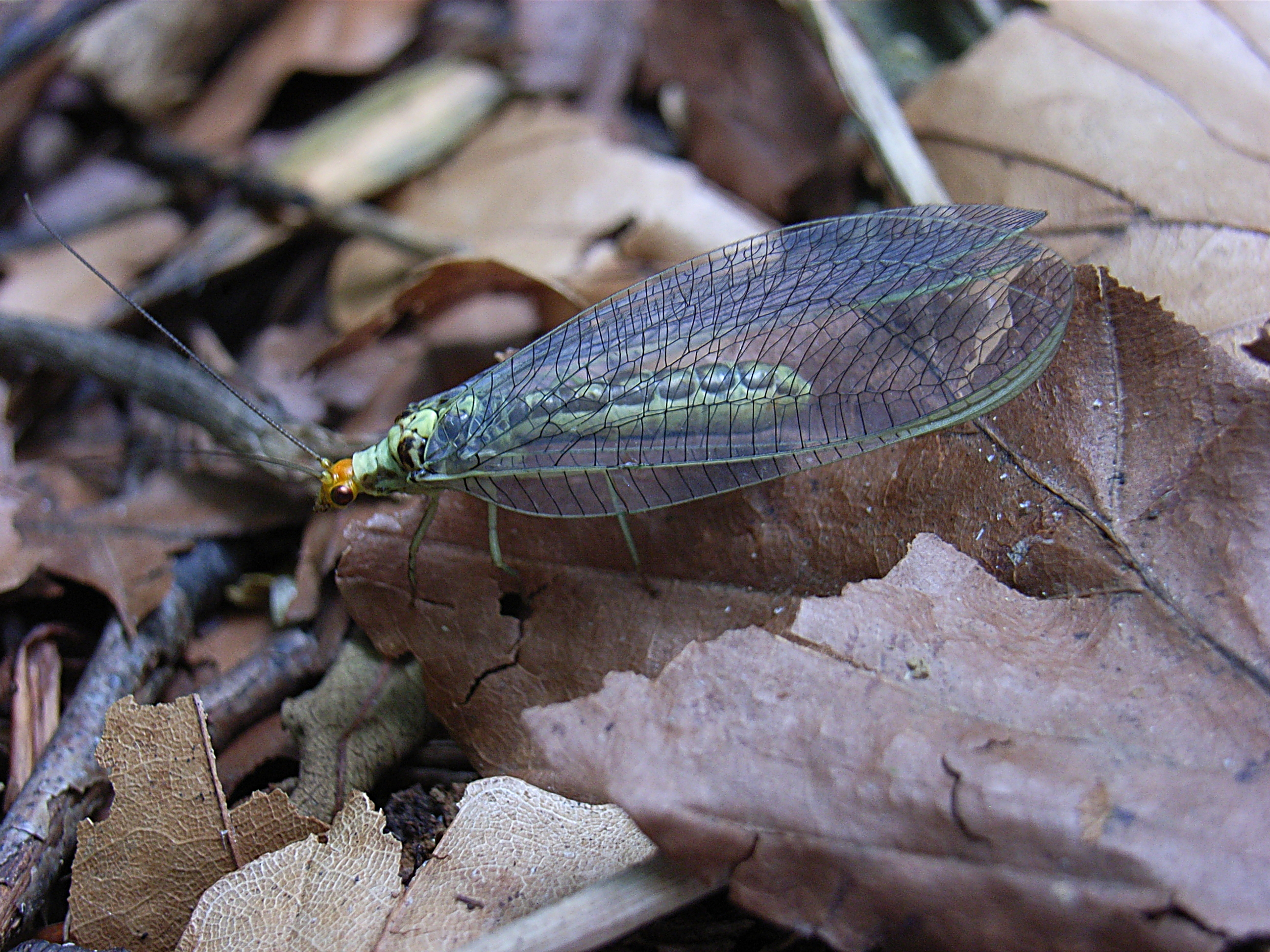
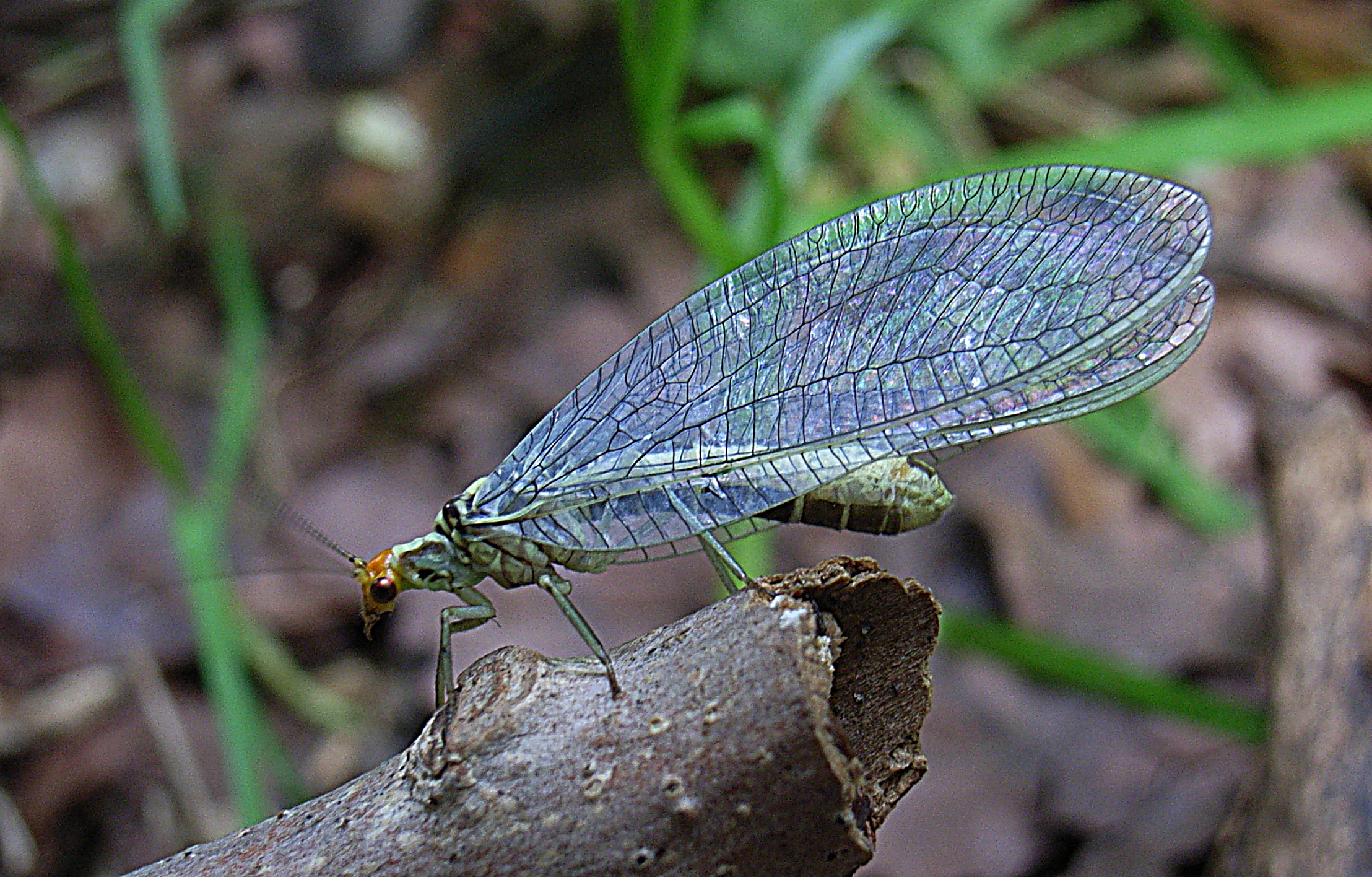
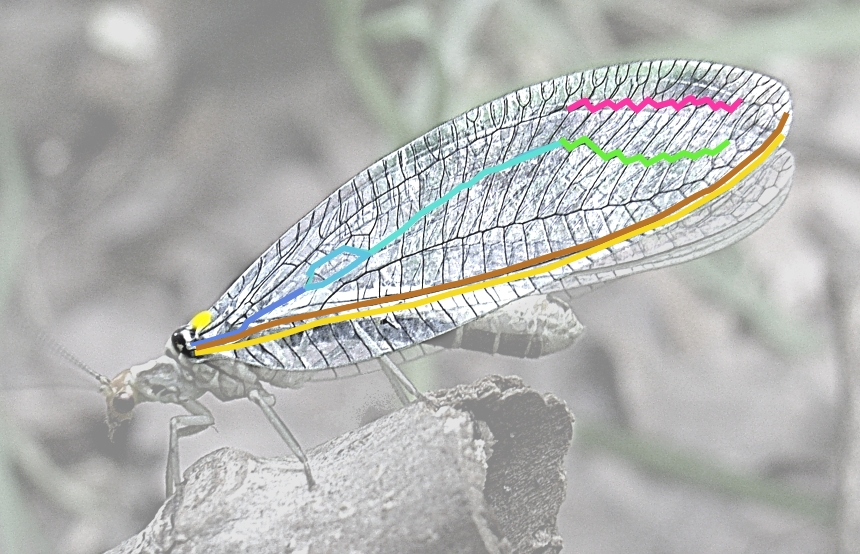